# Rachele Bruni
Rachele Bruni (Florència, 4 de novembre de 1990) és una nedadora italiana, especialitzada en carreres de llarga distància en aigües obertes.
En els Jocs Olímpics de 2016 a Rio de Janeiro, Bruni va guanyar la medalla de plata en la marató de 10 quilòmetres, per darrere de Sharon van Rouwendaal. Al principi va acabar en tercera posició, just darrere de la campiona del món Aurélie Muller, que va ser desqualificada per obstruir Bruni en la línia de meta. Va dedicar la seva medalla a la seva xicota.
Ha sigut vuit vegades medallista del Campionat europeu de natació en aigües obertes.